# Cipész

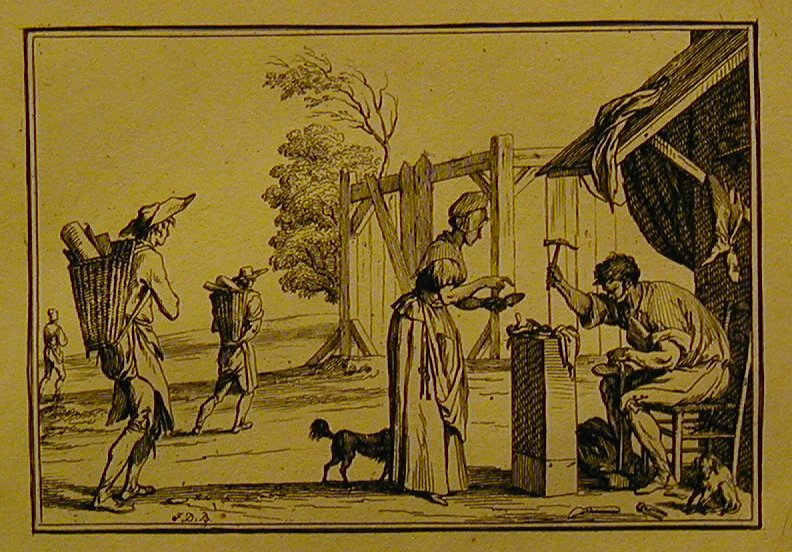
Jean Duplessis-Bertaux: Shoemaker (Párizs, 1814. rézmetszet)

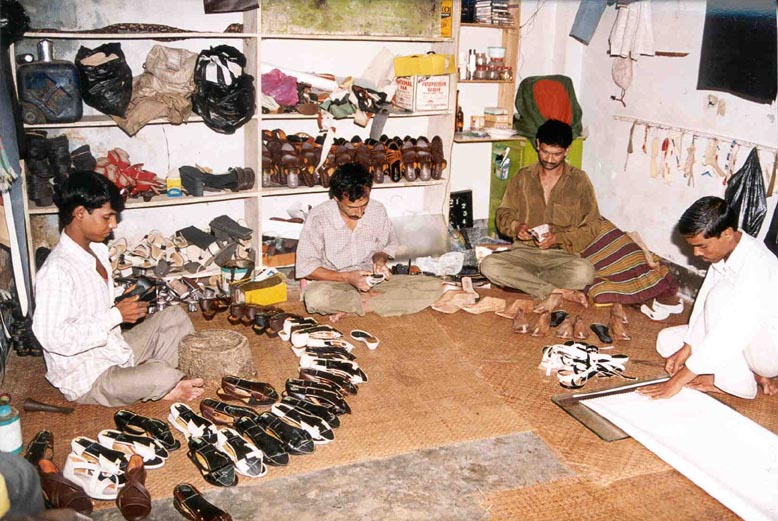
A bangladesi cipészek napjainkban is főleg kézimunkával dolgoznak

A cipész (más néven suszter) szakma illetve megnevezés alatt a lábbelik készítésével és javításával foglalkozó szakembert értjük.

## Története
Magyarországon a 18. és a 19. században az egyik legjellegzetesebb, de mindenképpen a leggyakrabban előforduló szakma volt. Ekkor még a nagyobb falvakban is több, ezzel foglalkozó mester dolgozott. A hazánkban dolgozó mesterek igen komoly szakmai hírnévre tettek szert Közép-Európában, például a szintén híres bécsi cipészekkel való vetélkedés közben, hiszen tudjuk hogy a hazai nyersbőr termelés és kikészítés is több évszázados kiváló hagyományokra tekintett vissza.
Eredetileg a cipész még a varrócérnáját is maga sodorta, majd szurkozta, s az illesztő-rögzítő faszegeket is ő készítette magának. A cipők talpára sarok és orrvasak kerültek.
A megrendelések számának emelkedése miatt később nem csak ez változott, hanem e kézművességen belül egy speciális ipar, a kaptafa-faragó szakma kialakulásához vezetett. A kaptafa készítők tanult szakemberek voltak, akik a láb anatómiai ismereteinek birtokában faragták meg a többnyire egyedi, a megrendelő lábfejéhez igazodó termékeiket. Erre húzta rá a cipő-felsőbőrt, felsőrészt a cipészmester annak alakítása végett, majd összevarrta, összedolgozta az alsó résszel. A szakma is tagolódott, voltak akik készítették és voltak akik csak javították a cipőket, ez utóbbiakat hívták susztereknek.
Az egyszerűbb műhely kéziszerszámai: a kaptafa, a háromágú kaptavas, a cipész kalapács (íves-lapos, féldomború szegelő és bőralakító fejjel), a cipész fogó, a bőrfeszítő fogó, a vasmelegítő spirituszégő, a simító vasak, a görgős vasak, az öltés előjelző rádli, a cipész ár (az öltés helyét előlyukasztó nyeles faeszköz), a jelölő körző, a bőrvágó kés, a cipészasztal (pangli) és a háromlábú, ívesen mélyített kényelmes fa suszterszék.
A cipő alakjának a megtartása végett mind a cipészek, mind a háztartások egyszerűbb és bonyolultabb ,,működtetésű" úgynevezett sámfákat alkalmaztak, alkalmaznak, az utóbbi időkben ezek anyaga fém vagy műanyag is lehet.
Ma a szakma jórészt gépesített, ami az emberi erővel hajtott varrógépek elterjedésével kezdődött. A népesség növekedése és az ipari forradalom ,,vívmányai" erre a szakmára is rányomták a bélyegüket. Míg ma a géppel készült cipők előállításához elegendő a betanított munkások közreműködése, a hagyományos, kézzel készült, varrott, faszeges cipők elkészítéséhez jól képzett cipészmesterek kellettek. Mivel hazánkban viszonylag hosszú ideig nem oktatták ezt a szakmát, úgy tűnt, a szakma kihalófélbe kerül, azonban néhány éve ismét beindult a cipészképzés, így megvan az esély arra, hogy ismét egyre több szakember kerül ki ezekről a tanfolyamokról. Ennek ellenére ma már csak igen kevés cipészműhely létezik, ahol még mindig a régi módszerekkel készítenek lábbeliket, ezekkel az elnevezésekkel melyek a kivitelezésre is utaltak: faszeges, angol-varrott, goiser-varrott, német-varrott, keresztülvarrott.
A cipész szakma nem összekeverendő a csizmadiáéval, mely utóbbi a 20. század közepétől kezdett eltűnni, - manapság a cipészek készítik a csizmákat is.

## A cipész foglalkozás a FEOR-ban
A FEOR 7217 szám alatt tartalmazza a "Cipész, cipőkészítő, -javító" foglalkozást.
Munkájának lényege, hogy bőrből vagy műbőrből cipőket, szandálokat, csizmákat készít és javít.

### Feladatai
- megállapodás a megrendelővel a készítendő cipő típusáról, méretéről, a szükséges javításokról;
- modellminta készítése;
- árkalkuláció készítése;
- a termék megtervezése;
- az anyag kiválasztása;
- cipőfelsőrész részeinek szabása, előkészítése;
- bélésbőr, textilbélés szabása;
- kiegészítők szabása;
- cipőfelsőrész összeállítása;
- cipőalsórész alkatrészek készítése;
- a felső és alsó rész (technológiától függő) összeszerelése;
- ortopéd és méretes cipő készítése;
- minőség-ellenőrzés végzése;
- a kész cipő tisztítása, festése, fényezése;
- használt lábbelik javítása, felújítása.

### Jellemző munkakörök
- Cipész, cipőkészítő, -javító
- Cipőfelsőrész varró
- Cipőfelsőrész-készítő
- Cipőjavító
- Ortopédiai cipész
- Ortopédlábbeli-készítő
- Papucskészítő
- Színházi cipész
- Varga